# Walter Steineck
Walter Steineck (* 14. August 1889 in Dortmund; † 20. März 1942 in Gifhorn) war ein deutscher Politiker (NSDAP).

## Leben
Nach dem Besuch der Volksschule wurde Steineck an einer Maschinenbauschule ausgebildet. Von 1908 bis 1910 gehörte er dem Feldartillerie-Regiment Nr. 22 an. Von 1914 bis 1918 nahm er mit dem 1. Garde-Feldartillerie-Regiment am Ersten Weltkrieg teil.
Nach Kriegsende gründete Steineck eine Landmaschinenhandlung. In den 1920er Jahren schloss er sich der NSDAP an. 1931 übernahm er in der Partei das Amt des Kreisleiters für den Kreis Northeim.
Wenige Wochen nach der nationalsozialistischen Machtübernahme wurde Steineck zum ehrenamtlichen Kreisdeputierter des Großkreises Northeim bestellt.
Im Dezember 1934 trat Steineck im Nachrückverfahren für den ausgeschiedenen Helmuth Brückner in den nationalsozialistischen Reichstag ein, in dem er bis zum März 1936 den Wahlkreis 7 (Breslau) vertrat.
Steineck starb während des Zweiten Weltkrieges an den Folgen seines exzessiven Alkoholkonsums.